# スモール・クライム
『スモール・クライム』（原題:Small Crimes）は2017年に配信されたアメリカ合衆国の犯罪映画である。監督はエヴァン・カッツ、主演はニコライ・コスター＝ワルドーが務めた。本作はデイヴ・ゼルツァーマンが2008年に発表した小説『Small Crimes』を原作としている。

## ストーリー
ジョー・デントンはマフィアの依頼を受けてフィル・コークリー判事を襲撃した件で逮捕された。そんな彼を人々は「人斬り警官」と呼んだ。それから6年後、デントンは刑期を終えて出所することになった。ジョーは子供たちに会おうとしたが、別れた妻が子供たちを連れて町を出て行ってしまったことを知った。ジョーはやむなく老親の元に身を寄せることにした。ほどなくして、ジョーがインターネットで別れた妻についての情報を検索したところ、彼女の電話番号を入手することができた。ジョーはすぐさまその番号に電話をかけ、娘の一人と話をすることができたが、ジョーの接触を知った元妻は激怒し「次に電話をかけてきたら、警察に通報する」と言った。
帰宅する途中、ジョーは酒場に立ち寄った。アルコール依存症を克服したにも拘わらず、ジョーは鬱憤を晴らすために酒を注文した。そこに旧友のスコッティが現れ「俺の力が必要なときはいつでも言ってくれ」と言われた。帰宅しようとした矢先、ジョーは見知らぬ若い女性（カーラ）に声をかけられた。驚くべきことに、その女性はコークリー判事の娘であった。カーラは6年前の事件の復讐を企図しており、2人の男にジョーを襲撃させたが、ジョーは彼らを返り討ちにした。やって来た警察官は直ちにジョーを逮捕しようとしたが、コークリー検事は「自分は襲われた」というジョーの主張に信憑性があると判断し、2人の逮捕状を請求することもできるとジョーに言った。面倒ごとに巻き込まれたくないジョーはその申し出を断った。
しばらくして、かつての同僚だったプレゼントがジョーに接触してきた。プレゼントは「マフィアのボス、マニー・ヴァッシーは死の床にあり、全てを洗いざらいぶちまけるつもりだ。そうなれば、俺も無傷では済まない。だから、奴を殺して欲しい。もし協力してくれるなら、奥さんとの復縁を仲介してやる。」とジョーに頼み込んできた。ジョーがマニーを問いただすと、彼はそんなことはしないと言った。マニーが眠りに落ちたのを見て、ジョーは彼を窒息死させようとしたが、すんでのところで看護師（シャーロット）に見つかった。我に返ったジョーはシャーロットに感謝してホスピスを後にした。その道中、ジョーはマニーの息子（ジュニア）と出くわし、「今度会ったらお前を殺す」と脅迫された。ジュニアは「実の息子が面会できないのに、何故部外者であるジョーが面会を許可されたのか」と憤っていたのである。
帰宅後、ジョーは両親から不審な行動を咎められ「何故俺が更生したことを信じようとしないのか」と激高した。家を飛び出したジョーはレストランへ行き、そこでシャーロットと再会した。意気投合した2人は交際を始めることにした。その後、プレゼントから「早くマニーを殺せ」と催促されたため、ジョーはボイドの力を借りてマニーの元へ行こうとしたが、この試みは失敗した。それを知ったプレゼントは「コークリー判事を殺せば、マニーは全てを打ち明けようとはしないはず」と考え、ジョーに判事殺害を命じた。ジョーは判事の自宅に押し入ったが、どうしても殺す意欲が湧かなかった。やむなく、ジョーは判事のお気に入りの売春婦（トニ）を買収し、判事が使うホテルの部屋に隠しカメラを仕掛けることにした。
ジョーはホテルの別の部屋で判事の到着を待っていたが、予想外の事態が発生してしまった。

## キャスト
- ニコライ・コスター＝ワルドー - ジョー・デントン（吹替：平田広明）
- ゲイリー・コール - ダン・プレゼント刑事（吹替：木下浩之）
- モリー・パーカー - シャーロット・ボイド（吹替：志田有彩）
- メイコン・ブレア - スコッティ・コールドウェル（吹替：かぬか光明）
- パット・ヒーリー - ジュニア・ヴァッシー（吹替：烏丸祐一）
- ジャッキー・ウィーヴァー - イルマ・デントン（吹替：磯辺万沙子）
- ロバート・フォスター - ジョー・デントン・シニア（吹替：秋元羊介）
- マイケル・キニー - フィル・コークリー判事（吹替：さかき孝輔）
- ダニエラ・サンディフォード - カーラ・コークリー
- ショーン・ローレンス - マニー・ヴァッシー（吹替：宮崎敦吉）
- グレン・バウザー - エイブラハム
- ラリー・フェセンデン - アール（吹替：関口雄吾）
- タラ・イェランド - トニ（吹替：的場加恵）
- デレク・バーンズ - ルースター
- タイロン・ベンスキン - チャップリン

## 製作
2016年5月5日、エヴァン・カッツ監督が新作映画の製作に着手したとの報道があった。11日、ニコライ・コスター＝ワルドの出演が決まったと報じられた。7月26日、ジャッキー・ウィーヴァー、ロバート・フォスター、モリー・パーカー、ゲイリー・コールらがキャスト入りした。

## 公開・マーケティング
2017年2月6日、Netflixが本作の配信権を獲得したと報じられた。3月9日、本作のオフィシャル・トレイラーが公開された。11日、本作はサウス・バイ・サウスウェストでプレミア上映された。

## 評価
本作は賛否両論となっている。映画批評集積サイトのRotten Tomatoesには16件のレビューがあり、批評家支持率は63%、平均点は10点満点で5.48点となっている。また、Metacriticには6件のレビューがあり、加重平均値は60/100となっている。